# Nemesia pannonica
Nemesia pannonica är en spindelart som beskrevs av Herman 1879. Nemesia pannonica ingår i släktet Nemesia och familjen Nemesiidae.

## Underarter
Arten delas in i följande underarter:
- N. p. budensis
- N. p. coheni